# Бузько Наталія Євгенівна
Наталія Євгенівна Бузько (27 листопада 1963, Севастополь, Українська РСР) — українська акторка кіно і театру. Заслужена артистка України.

## Біографія
З п'ятимісячного віку постійно живе в м. Одесі. За освітою — інженер, закінчила Одеський національний морський університет (1985).
З дитинства мала схильність до акторства. Навчаючись в інституті, відвідувала курси пантоміми, де познайомилася з акторами, які згодом стали відомі як комік-трупа «Маски».

Цитата:
У житті акторка кардинально відрізняється від комічного образу з «Масок-шоу»: скромна, спокійна, без мейк-апу, схожа на дівчинку-підлітка, а не жінку вамп.

## Нагороди
- Заслужена артистка України (2009)
- Приз за найкращу роль у фільмі Кіри Муратової «Два в одному» (2007).

## Творчість

### Театральні ролі
- Роль Джульєтти в комедії Бориса Барського за мотивами однойменної трагедії В. Шекспіра «Ромео і Джульєтта». Режисер-постановник — Георгій Делієв.
- Роль Дездемони в комедії Бориса Барського за мотивами однойменної трагедії В. Шекспіра «Отелло». Режисер-постановник — Георгій Делієв.
- Роль Білої танцівниці в сюрреалістичній комедії абсурду «Нічна симфонія». Автор сценарію і режисер-постановник — Георгій Делієв.

### Знімалася в кінофільмах режисерів
- Ірини Сахненко:
  - Повінь (2019)[2]

- Сергія Лозниці:
  - Донбас (2018)

- Кіри Муратової:
  - Астенічний синдром (1989)
  - Три історії (1997)
  - Другорядні люди (2001)
  - Чеховські мотиви (2002)
  - Настроювач (2004).
  - Два в одному (2007)
  - Лялька (2008)
  - Мелодія для катеринки (2009)
  - Вічне повернення (2012)

- Єви Нейман (Німеччина):
  - Біля річки (2007)

- Віллена Новака:
  - «Стріляй, негайно!» (2008)

- Володимира Аленікова[ru]:
  - Посмішка Бога, або Чисто одеська історія (2008)

- Ульріке Оттінгера (Німеччина):
  - Дванадцять стільців (2003)

- Олександра Черних:
  - Нецензурні вислови (1991)
  - Я люблю (1994)

- Радомира Василевського:
  - Без нашийника (1995)

- Юрія Садомського, Євгена Гуліна:
  - Що-небудь одне (1993)

- Георгія Делієва, Юрія Володарського:
  - Сім днів з російською красунею (1991)

- Георгія Делієва:
  - Десятисерійний фільм «Гра в класики» (2003) на основі п'єс Бориса Барського
  - Телевізійний серіал «Маски-шоу» (1992—2006)
  - Телесеріал «Дружня сімейка» (2002)